# Sport Club Marsala 1956-1957
Questa pagina raccoglie i dati riguardanti lo Sport Club Marsala nelle competizioni ufficiali della stagione 1956-1957.
Nella stagione 1956-1957 il Marsala disputò il campionato di IV Serie raggiungendo il 1º posto.

## Divise
I colori sociali dello Sport Club Marsala sono l'azzurro ed il bianco.
| Casa | Trasferta |

## Rosa
| N. |                   | Ruolo | Calciatore          |
| -- | ----------------- | ----- | ------------------- |
| 1  | Italia (bandiera) | P     | Giovanni Bradaschia |
| 2  | Italia (bandiera) | D     | Bruna               |
| 3  | Italia (bandiera) | D     | Germano Travagini   |
| 4  | Italia (bandiera) | D     | Russo               |
| 5  | Italia (bandiera) | D     | Marino Panzani      |
| 6  | Italia (bandiera) | C     | Bruno Orzan         |
| 7  | Italia (bandiera) | A     | Sergio De Corte     |
| 8  | Italia (bandiera) | C     | Marin               |
| 9  | Italia (bandiera) | A     | Sergio Vergazzola   |
| 10 | Italia (bandiera) | C     | Roberto Lerici      |
| 11 | Italia (bandiera) | A     | Benito Meroni       |

| N. |                   | Ruolo | Calciatore       |
| -- | ----------------- | ----- | ---------------- |
| 12 | Italia (bandiera) | D     | Varicelli        |
| 13 | Italia (bandiera) | A     | Paolo Bevilacqua |

### Girone H
|  |     | IV Serie 1956-1957 girone H | Punti | G  | V  | N  | P  | GF | GS |
|  | --- | --------------------------- | ----- | -- | -- | -- | -- | -- | -- |
|  | 1.  | Marsala                     | 54    | 34 | 24 | 6  | 4  | 69 | 14 |
|  | 2.  | CRAL Cirio                  | 49    | 34 | 23 | 3  | 8  | 75 | 34 |
|  | 3.  | Casertana                   | 46    | 34 | 19 | 8  | 7  | 56 | 30 |
|  | 3.  | Cosenza                     | 46    | 34 | 20 | 6  | 8  | 57 | 32 |
|  | 5.  | Trapani                     | 42    | 34 | 17 | 8  | 9  | 57 | 32 |
|  | 5.  | Avellino                    | 42    | 34 | 18 | 6  | 10 | 57 | 35 |
|  | 7.  | Matera                      | 40    | 34 | 15 | 10 | 9  | 35 | 34 |
|  | 8.  | Bagheria                    | 34    | 34 | 12 | 10 | 12 | 42 | 40 |
|  | 9.  | Ragusa                      | 31    | 34 | 11 | 9  | 14 | 44 | 43 |
|  | 10. | Crotone                     | 30    | 34 | 9  | 12 | 13 | 47 | 40 |
|  | 11. | Juve Stabia                 | 28    | 34 | 10 | 8  | 16 | 31 | 40 |
|  | 12. | Ercolanese                  | 27    | 34 | 8  | 11 | 15 | 46 | 58 |
|  | 13. | Enna                        | 26    | 34 | 9  | 8  | 17 | 35 | 65 |
|  | 13. | Taurianovese                | 26    | 34 | 11 | 4  | 19 | 32 | 64 |
|  | 15. | Vigor Nicastro              | 25    | 34 | 9  | 7  | 18 | 37 | 56 |
|  | 16. | Caltagirone                 | 24    | 34 | 7  | 10 | 17 | 32 | 69 |
|  | 17. | San Vito Benevento          | 21    | 34 | 8  | 5  | 21 | 45 | 66 |
|  | 17. | Aerfer Cra Pomigliano       | 21    | 34 | 8  | 5  | 21 | 32 | 77 |

Verdetti
- Marsala qualificata alle finali di Lega.
- CRAL Cirio, Casertana, Cosenza, Trapani e Avellino destinate alla nuovo campionato d'eccellenza.
- Le società dal 7º al 18º posto furono iscritte in Interregionale Seconda Categoria 1957-1958.